# Cốc Mục
Cốc Mục (tiếng Trung: 谷牧; Wade–Giles: Ku Mu; 28 tháng 9 năm 1914 – 6 tháng 11 năm 2009) là một nhân vật cách mạng và chính trị gia Trung Quốc, từng là Phó Tổng lý Quốc vụ viện Cộng hòa Nhân dân Trung Hoa từ năm 1975 đến năm 1982. Là một trong những trợ lý chính của Đặng Tiểu Bình phụ trách quản lý kinh tế, ông đóng một vai trò quan trọng trong việc thực hiện các chính sách cải cách kinh tế của Đặng Tiểu Bình trong những năm 1980. Ông là một nhân vật chủ chốt trong việc tạo ra Thâm Quyến, khu kinh tế đặc biệt đầu tiên của Trung Quốc.

## Tiểu sử và sự nghiệp
Cốc Mục được sinh ra vào tháng 9 năm 1914 tại một ngôi làng ở Vinh Thành, Sơn Đông, tên khai sinh của ông là Lưu Gia Ngữ, mặc dù cha mẹ ông là nông dân nghèo, nhưng ông được giáo dục tốt nhờ sự khăng khăng của ông nội.
Ông gia nhập Đảng Cộng sản vào tháng 7 năm 1932 và tham gia vào các hoạt động cách mạng ở Văn Đăng, nơi ông đang theo học. Ông đổi tên thành "Cốc Mục" để tránh làm gia đình ông bị dính líu. Năm 1934, ông đến Bắc Kinh (sau đó được gọi là Bắc Bình) và trở thành một lãnh đạo của chi hội Bắc Bình của Liên minh nhà văn cánh tả.
Năm 1936, ông làm việc trong lĩnh vực hậu cần quân sự dưới quyền Trương Học Lương, và tham gia vào sự biến Tây An. Vào tháng 9 năm 1940, ông quay trở lại Sơn Đông để đảm nhận một các vị trí lãnh đạo cấp cao, bao gồm Phó Chính ủy Quân khu Thứ nhất.

## Cộng hòa Nhân dân Trung Hoa
Sau khi thành lập Cộng hòa Nhân dân Trung Hoa năm 1949, ông trở thành Bí thư Thị ủy và Thị trưởng Tế Nam, thủ phủ của Sơn Đông, cũng như chính ủy của Quân khu Tế Nam. Tháng 2 năm 1952, ông được bổ nhiệm làm Phó Bí thư Thành ủy và Trưởng ban tuyên truyền Thượng Hải.
Sau đó ông được chuyển sang làm việc tại Bắc Kinh, dẫn đầu một số ủy ban về phát triển kinh tế. Năm 1965, ông trở thành giám đốc của Ủy ban Xây dựng Nhà nước. Sau khi Cách mạng Văn hóa nổ ra vào năm 1966, ông bị loại khỏi các chức vụ của mình và bị bức hại chính trị như nhiều lãnh đạo khác. Ông trở lại làm việc vào năm 1973 với tư cách là người đứng đầu Ủy ban Cải cách và Phát triển Nhà nước. Năm 1975, ông được bổ nhiệm làm Phó thủ tướng dưới quyền Chu Ân Lai, và lãnh đạo Ủy ban Xây dựng Nhà nước và Ủy ban Xuất nhập khẩu của Quốc vụ viện Cộng hòa Nhân dân Trung Hoa.
Giữa năm 1978 và 1988, ông là thành viên quan trọng của chính phủ cải cách mới dưới thời Đặng Tiểu Bình, chuyên về quan hệ đối ngoại và phát triển kinh tế. ông, với tư cách là Phó Thủ tướng, đã dẫn đầu phái đoàn chính thức đầu tiên của Trung Quốc đến Tây Âu sau Cách mạng Văn hóa. Trong chuyến đi, ông đến thăm Pháp, Bỉ, Đan Mạch, Thụy Sĩ và Tây Đức. Ông trở Ủy viên Ban Bí thư Trung ương Đảng vào năm 1980, và Ủy viên Hội đồng Nhà nước vào tháng 5 năm 1982. Là một trong những người phụ tá của Đặng Tiểu Bình phụ trách quản lý kinh tế, ông đóng một vai trò quan trọng trong việc thực hiện các chính sách cải cách kinh tế của Đặng và mở cửa của Trung Quốc với thế giới. Ông là một nhân vật chủ chốt trong việc tạo ra Thâm Quyến, khu kinh tế đặc biệt đầu tiên của Trung Quốc.
Năm 1988, ông trở thành Phó chủ tịch Chính hiệp. Ông nghỉ hưu vào năm 1993.
Ông qua đời vào ngày 6 tháng 11 năm 2009, ở tuổi 95. Ông được chính thức công nhận là một "quân nhân lâu năm và trung thành của Cộng sản, một nhà cách mạng vô sản, một nhà lãnh đạo xuất sắc trong lĩnh vực phát triển kinh tế". Các nhà lãnh đạo hàng đầu của Trung Quốc, bao gồm Hồ Cẩm Đào và Giang Trạch Dân đã tham dự đám tang của ông.

## Gia đình
Cốc Mục có bốn con trai: Lưu Niệm Viễn, Lưu Hội Viễn, Lưu Lịch Viễn, Lưu Hiến Viễn, và một con gái là Lưu Yến Viễn. Họ đều được đặt tên là "Lưu" theo họ thật của ông. Lưu Niệm Viễn là thiếu tướng của Quân Giải phóng Nhân dân Trung Quốc. Lưu Lịch Viễn bị cầm tù trong cuộc Cách mạng Văn hóa trong hai năm, cùng với con trai của Diệp Kiếm Anh, Diệp Tuyển Bình và con rể Trâu Gia Hoa, ba người con trai của Bạc Nhất Ba bao gồm Bạc Hy Lai, và con trai của Hạ Long.